# Liste der Orgeln im Erzgebirgskreis
In der Liste der Orgeln im Erzgebirgskreis sind die erhaltenen historischen Pfeifenorgeln sowie Orgelneubauten in der Stadt Annaberg-Buchholz und im Erzgebirgskreis erfasst. Die Liste ergänzt den Hauptartikel Orgellandschaft Sachsen, wo sich weitere Literatur findet.

## Orgelliste
Die erste Spalte zeigt den Ort (Stadt, Stadtteil, Gemeinde bzw. Ortsteil) an. Die zweite Spalte gibt das jeweilige Gebäude (Kirche) an, in der sich die Orgel befindet. In der vierten Spalte sind der Erbauer der Orgel (und die Opuszahl des Werks) angeführt. In der sechsten Spalte bezeichnet die römische Zahl die Anzahl der Manuale, ein großes „P“ ein selbstständiges Pedal. Die arabische Zahl gibt die Anzahl der klingenden Register an. Die letzte Spalte bietet Angaben zum Erhaltungszustand sowie Links mit weiterführender Information.
| Ort                                          | Gebäude                                                                  | Bild | Orgelbauer | Jahr                                        | Manuale | Register | Bemerkungen                                                                                                 |
| -------------------------------------------- | ------------------------------------------------------------------------ | ---- | --- | ------------------------------------------- | ------- | -------- | --- |
| Region Annaberg-Buchholz                     |                                                                          |      | |                                             |         |          | |
| Annaberg-Buchholz                            | St. Annenkirche Annaberg (Lage)                                          |      | E. F. Walcker, Ludwigsburg, Opus 424                                                                           | 1884                                        | III/P   | 65       | Orgel mit 4583 Pfeifen, 1995 restauriert → Orgel bzw. hier                                                  |
| Annaberg-Buchholz                            | St. Annenkirche Annaberg                                                 |      | Hermann Eule, Bautzen, Opus 465                                                                                | 1979                                        | II/P    | 12       | im Bild rechts vorne → Altarorgel bzw. hier                                                                 |
| Annaberg-Buchholz                            | Trinitatiskirche Annaberg (Hospitalkirche) (Lage)                        |      | Johann Gotthilf Bärmig, Werdau                                                                                 | 1864                                        | II/P    | 19       | 1968 erneuert durch Hermann Eule (Bautzen), seit 2008 in der Dorfkirche Marbach → Orgel                     |
| Annaberg-Buchholz                            | Bergkirche St. Marien Annaberg (Lage)                                    |      | Conrad Geißler, Eilenburg                                                                                      | 1862                                        | II/P    | 11       | → Orgel bzw. hier                                                                                           |
| Annaberg-Buchholz                            | Pfarrkirche Heiliges Kreuz Annaberg (Lage)                               |      | Jehmlich, Dresden                                                                                              | 1992                                        |         |          | [ 5 ] |
| Annaberg-Buchholz                            | Ev.-meth. Kirche Annaberg (Lage)                                         |      | Jehmlich, Dresden, Opus 666                                                                                    | 1951                                        | II/P    | 20       | → Orgel |
| Annaberg-Buchholz                            | Evangelische Schulgemeinschaft Annaberg-Buchholz, Mauersberg-Aula (Lage) |      | Jehmlich, Dresden, Opus 155                                                                                    | 1900                                        | II/P    | 20       | ehem. Königlich Sächsisches Lehrerseminar bis 1922 → Orgel                                                  |
| Buchholz, OT von Annaberg-Buchholz           | St. Katharinen Buchholz (Lage)                                           |      | Jehmlich, Dresden, Opus 1089                                                                                   | 1990                                        | II/P    | 27       | → Orgel |
| Buchholz, OT von Annaberg-Buchholz           | St. Katharinen Buchholz                                                  |      | Jehmlich, Dresden, Opus 993                                                                                    | 1980                                        | I       | 4        | → Orgelpositiv                                                                                              |
| Buchholz, OT von Annaberg-Buchholz           | Friedhofskirche Buchholz (Lage)                                          |      | Jehmlich, Dresden, Opus 798                                                                                    | 1961                                        | I/P     | 9        | [ 7 ] [ 8 ]                                                                                                 |
| Cunersdorf, OT von Annaberg-Buchholz         | Martin-Luther-Kirche Cunersdorf (Lage)                                   |      | Jehmlich, Dresden                                                                                              | 1896                                        | II/P    | 15       | [ 7 ] |
| Kleinrückerswalde, OT von Annaberg-Buchholz  | Martin-Luther-Kirche Kleinrückerswalde (Lage)                            |      | Christian Friedrich Göthel, Borstendorf                                                                        | 1859                                        | I/P     | 9        | seit 1882 in Kleinrückerswalde → Orgel bzw. hier                                                            |
| Geyersdorf, OT von Annaberg-Buchholz         | Kirche Geyersdorf (Lage)                                                 |      | Jehmlich, Dresden                                                                                              | 1899                                        | II/P    | 19       | [ 7 ] |
| Geyer                                        | St.-Laurentius-Kirche Geyer (Lage)                                       |      | Jehmlich, Dresden                                                                                              | 1909                                        | II/P    | 37       | [ 7 ] |
| Geyer                                        | Friedhofskapelle St. Wolfgang Geyer (Lage)                               |      | Jehmlich, Dresden, Opus 774                                                                                    | 1963                                        | I       | 9        | → Orgel |
| Geyer                                        | Auferstehungskirche Geyer (Lage)                                         |      | W. Sauer, Frankfurt (Oder), Opus 1972                                                                          | 1972                                        | I/P     | 6        | → Orgel |
| Thum                                         | St. Annenkirche Thum (Lage)                                              |      | Reinhard Schmeisser, Rochlitz, Opus 170                                                                        | 1951                                        | II/P    | 24       | mit Pfeifen der alten Kreutzbach-Orgel (1895) → Orgel                                                       |
| Jahnsbach, OT von Thum                       | Kreuzkirche Jahnsbach (Lage)                                             |      | Jehmlich, Dresden, Opus 211                                                                                    | 1905                                        | II/P    | 29       | → Orgel |
| Herold, OT von Thum                          | Kirche „Zum heiligen Kreuz“ Herold (Lage)                                |      | Carl Eduard Schubert, Adorf/Vogtland                                                                           | 1865–1869                                   | II/P    | 19       | → Orgel |
| Gelenau/Erzgeb.                              | Dorfkirche Gelenau (Lage)                                                |      | Jehmlich, Dresden                                                                                              | 1931                                        | II/P    | 27       | Orgel mit 1500 Pfeifen, im Jahr 2000 generalüberholt                                                        |
| Ehrenfriedersdorf                            | St. Niklas Ehrenfriedersdorf (Lage)                                      |      | Richard Kreutzbach, Borna                                                                                      | 1889                                        | II/P    | 31       | restauriert 2002 → Orgel bzw. hier                                                                          |
| Neundorf, OT von Thermalbad Wiesenbad        | Kirche Neundorf (Lage)                                                   |      | Jehmlich, Dresden                                                                                              | 1900                                        | II/P    | 17       | [ 7 ] |
| Wiesa, OT von Thermalbad Wiesenbad           | Trinitatiskirche Wiesa (Lage)                                            |      | Jehmlich, Dresden                                                                                              | 1904                                        | II/P    | 24       | [ 7 ] |
| Wiesenbad, OT von Thermalbad Wiesenbad       | Friedenskapelle Wiesenbad (Lage)                                         |      | Jehmlich, Dresden                                                                                              | 1916                                        | II/P    | 15       | sowie ein Orgelpositiv (Wünning, 1991)                                                                      |
| Tannenberg                                   | St. Christophorus Tannenberg (Lage)                                      |      | Georg Wünning, Großolbersdorf                                                                                  | 1997                                        | II/P    | 17       | urspr. Schmeisser-Orgel →Orgel bzw. hier                                                                    |
| Hermannsdorf, OT von Elterlein               | St. Michaelis Hermannsdorf (Lage)                                        |      | Carl Heinrich Poller, Schönheide                                                                               | 1843                                        | II/P    | 20       | 1993 Umbau durch Jehmlich                                                                                   |
| Elterlein                                    | St.-Laurentius-Kirche Elterlein (Lage)                                   |      | Hermann Eule, Bautzen, Opus 65                                                                                 | 1895                                        | II/P    | 29       | → Orgel bzw. hier                                                                                           |
| Schwarzbach, OT von Elterlein                | Kirche Schwarzbach (Lage)                                                |      | Christian Gottlob Steinmüller, Grünhain                                                                        | 1837                                        | I/P     | 10       | 2005 durch Georg Wünning (Großolbersdorf) renoviert                                                         |
| Scheibenberg                                 | Johanniskirche Scheibenberg (Lage)                                       |      | Richard Kreutzbach, Borna                                                                                      | 1885                                        | II/P    | 21       | → Orgel bzw. hier                                                                                           |
| Schlettau                                    | St. Ulrich Schlettau (Lage)                                              |      | Richard Kreutzbach, Borna                                                                                      | 1889                                        | II/P    | 29       | 1910 und 1937 umgebaut, 2013/14 restauriert → Orgel bzw. hier                                               |
| Crottendorf                                  | Dreifaltigkeitskirche Crottendorf (Lage)                                 |      | Jehmlich, Dresden, Opus 1153                                                                                   | 2007                                        | II/P    | 25       | → Orgel bzw. hier                                                                                           |
| Crottendorf                                  | Dreifaltigkeitskirche Crottendorf                                        |      | Georg Wünning, Großolbersdorf                                                                                  | 1995                                        | I/P     | 5        | → Truhenpositiv bzw. hier                                                                                   |
| Crottendorf                                  | Friedenskirche Crottendorf (Lage)                                        |      | Jehmlich, Dresden, Opus 620                                                                                    | 1942                                        | II/P    |          | → Orgel |
| Mildenau                                     | Kirche Mildenau (Lage)                                                   |      | Reinhard Schmeisser, Rochlitz                                                                                  | 1953                                        | II/P    | 28       | [ 7 ] [ 8 ]                                                                                                 |
| Mildenau                                     | Kreuzkirche Mildenau (Lage)                                              |      | W. Sauer, Frankfurt (Oder), Opus 2122                                                                          | 1981                                        | I       | 4        | → Orgel |
| Arnsfeld, OT von Mildenau                    | Kirche Arnsfeld (Lage)                                                   |      | Hermann Eule, Bautzen, Opus 70                                                                                 | 1897                                        | II/P    | 20       | [ 7 ] [ 11 ]                                                                                                |
| Königswalde                                  | Trinitatiskirche Königswalde (Lage)                                      |      | Friedrich Weigle, Echterdingen, Opus 636                                                                       | 1929                                        | II/P    | 16       | [ 7 ] |
| Königswalde                                  | Erlöserkirche Königswalde (Lage)                                         |      | W. Sauer, Frankfurt (Oder), Opus 2112                                                                          | 1980                                        | I/P     | 8        | → Orgel |
| Grumbach, OT von Jöhstadt                    | St.-Margarethen-Kirche Grumbach (Lage)                                   |      | Friedrich Weigle Orgelbau, Echterdingen, Opus 611                                                              | 1927                                        | II/P    | 12       | [ 7 ] |
| Steinbach, OT von Jöhstadt                   | Kirche Steinbach (Lage)                                                  |      | Schuster & Sohn, Zittau                                                                                        | 1932                                        | II/P    | 22       | [ 7 ] |
| Jöhstadt                                     | St.-Salvator-Kirche Jöhstadt (Lage)                                      |      | Georg Wünning, Großolbersdorf                                                                                  | 1994–1996                                   | II/P    | 24       | urspr. Orgel von Christian Friedrich Göthel (Opus 14, 1861) → Orgel bzw. hier                               |
| Bärenstein (Erzgebirge)                      | Erlöserkirche Bärenstein (Lage)                                          |      | Jehmlich, Dresden                                                                                              | 1911                                        | II/P    | 27       | 1954 umdisponiert, 2014 generalüberholt → Orgel bzw. hier                                                   |
| Bärenstein (Erzgebirge)                      | Katholische Kirche St. Bonifatius Bärenstein (Lage)                      |      | Reinhard Schmeisser, Rochlitz                                                                                  | 1970                                        | I       | 5        | [ 8 ] [ 12 ]                                                                                                |
| Sehma, OT von Sehmatal                       | Pauluskirche Sehma (Lage)                                                |      | Ekkehart Groß, Waditz, Opus 12                                                                                 | 2005                                        | II/P    | 34       | urspr. Jehmlich-Orgel (1900) Orgel bzw. hier                                                                |
| Sehma, OT von Sehmatal                       | Christuskirche Sehma (Lage)                                              |      | Jehmlich, Dresden, Opus 669                                                                                    | 1952                                        | II/P    | 21       | → Orgel |
| Cranzahl, OT von Sehmatal                    | Himmelfahrtskirche Cranzahl (Lage)                                       |      | Jehmlich, Dresden                                                                                              | 1911                                        | II/P    | 29       | [ 14 ] |
| Cranzahl, OT von Sehmatal                    | Friedenskirche Cranzahl (Lage)                                           |      | Hermann Eule, Bautzen, Opus 463                                                                                | 1975                                        | I/P     | 5        | → Orgel |
| Neudorf, OT von Sehmatal                     | Kirche Neudorf (Lage)                                                    |      | Georg Wünning, Großolbersdorf                                                                                  | 1997                                        | II/P    | 28       | → Orgel bzw. hier                                                                                           |
| Neudorf, OT von Sehmatal                     | Zionskirche Neudorf (Lage)                                               |      | Jehmlich, Dresden, Opus 897                                                                                    | 1970                                        | II/P    | 10       | → Orgel |
| Oberwiesenthal                               | Martin-Luther-Kirche Oberwiesenthal (Lage)                               |      | Johann Gotthilf Bärmig, Werdau                                                                                 | 1866                                        | II/P    | 26       | 2010 restauriert                                                                                            |
| Hammerunterwiesenthal, OT von Oberwiesenthal | Melanchthonkirche (Lage)                                                 |      | Jehmlich, Dresden                                                                                              | 1990                                        | II/P    | 13       | [ 7 ] |
| Region Aue-Schwarzenberg                     |                                                                          |      | |                                             |         |          | |
| Schneeberg                                   | St.-Wolfgangs-Kirche Schneeberg (Lage)                                   |      | Jehmlich, Dresden, Opus 1128                                                                                   | 1995–1998                                   | III/P   | 56       | → Orgel bzw. hier                                                                                           |
| Schneeberg                                   | St.-Wolfgangs-Kirche Schneeberg                                          |      | Jehmlich, Dresden                                                                                              | 1959                                        | I       | 5        | seit 1998 in Schneeberg → Orgelpositiv sowie ein weiteres Orgelpositiv (Sauer, 1975, I/3) in der Sakristei  |
| Schneeberg                                   | Auferstehungskirche Schneeberg (Lage)                                    |      | Alexander Schuke, Potsdam                                                                                      | 19xx                                        | II/P    | 13       | → Orgel |
| Schneeberg                                   | Hospitalkirche St. Trinitatis Schneeberg (Lage)                          |      | Jehmlich, Dresden                                                                                              | 1965                                        | II/P    | 15       | [ 7 ] |
| Schneeberg                                   | Kirche Pius X. Schneeberg (Lage)                                         |      | Jehmlich, Dresden, Opus 802                                                                                    | 1965                                        | I       | 7        | [ 8 ] |
| Schneeberg                                   | Kirchgemeindehaus Schneeberg (Lage)                                      |      | W. Sauer, Frankfurt (Oder)                                                                                     | 1976                                        | I       | 3        | Orgelpositiv                                                                                                |
| Neustädtel, OT von Schneeberg                | Kirche Unserer lieben Frauen Neustädtel (Lage)                           |      | Hermann Eule, Bautzen, Opus 490                                                                                | 1980                                        | II/P    | 26       | urspr. Orgel von Johann Gottlob Trampeli (1812) bzw. Julius Jahn & Sohn (1909) → Orgel                      |
| Neustädtel, OT von Schneeberg                | Erlöserkirche Neustädtel (Lage)                                          |      | Jehmlich, Dresden, Opus 975                                                                                    | 1977                                        | II/P    | 13       | → Orgel bzw. hier                                                                                           |
| Griesbach, OT von Schneeberg                 | Kirche St. Georg & St. Martin Griesbach (Lage)                           |      | Georg Emil Müller, Werdau                                                                                      | 1903                                        | II/P    | 12       | [ 7 ] |
| Aue-Bad Schlema                              | St. Nikolai Aue (Lage)                                                   |      | Jehmlich, Dresden, Opus 797                                                                                    | 1961                                        | III/P   | 36       | Orgel mit 2680 Orgelpfeifen                                                                                 |
| Aue-Bad Schlema                              | Kirche Mater dolorosa Aue (Lage)                                         |      | Jehmlich, Dresden, Opus 678                                                                                    | 1952                                        | II/P    | 27       | → Orgel |
| Aue-Bad Schlema                              | Christuskirche Aue (Lage)                                                |      | Jehmlich, Dresden, Opus 932                                                                                    | 1973                                        | II/P    | 20       | → Orgel |
| Zelle, OT von Aue                            | Klösterlein Zelle (Lage)                                                 |      | Johann Gotthilf Bärmig, Werdau                                                                                 | 1860                                        | II/P    | 15       | seit 1895 in der Klosterkirche Zelle, 2006 saniert → Orgel                                                  |
| Zelle, OT von Aue                            | Friedenskirche Zelle (Lage)                                              |      | Jehmlich, Dresden                                                                                              | 1914                                        | II/P    | 32       | → Orgel bzw. hier                                                                                           |
| Bad Schlema                                  | Martin-Luther-Kirche Niederschlema (Lage)                                |      | Hermann Eule, Bautzen, Opus 157                                                                                | 1922                                        | II/P    | 18       | urspr. Orgel von Emil Müller (Werdau, 1899) → Orgel                                                         |
| Wildbach, OT von Bad Schlema                 | Kirche Wildbach (Lage)                                                   |      | Julius Jahn & Sohn, Dresden                                                                                    | 1909                                        | II/P    | 24       | urspr. Orgel von Johann Andreas Hesse (1814), Umbau 1909                                                    |
| Alberoda, OT von Aue                         | Kapelle Alberoda (Lage)                                                  |      | Vladimír Sobotka, Olomouc                                                                                      | 2006                                        | I       | 3        | Truhenpositiv                                                                                               |
| Lößnitz (Erzgebirge)                         | Johanniskirche Lößnitz (Lage)                                            |      | Jehmlich, Dresden, Opus146                                                                                     | 1899                                        | III/P   | 53       | Orgel mit 3413 Pfeifen → Orgel                                                                              |
| Lößnitz (Erzgebirge)                         | Hospitalkirche Lößnitz (Lage)                                            |      | Urban Kreutzbach, Borna                                                                                        | 1861                                        | II/P    | 21       | 1977 von der Fa. Eule restauriert → Orgel                                                                   |
| Lößnitz (Erzgebirge)                         | Kreuzkirche Lößnitz (Lage)                                               |      | Ludwig Glöckner, Berlin                                                                                        | 1972                                        | I/P     |          | → Orgel |
| Affalter, OT von Lößnitz                     | Dorfkirche Affalter (Lage)                                               |      | Hermann Eule, Bautzen, Opus 360                                                                                | 1970                                        | II/P    | 10       | → Orgel |
| Schönheide                                   | Martin-Luther-Kirche Schönheide (Lage)                                   |      | Jehmlich, Dresden                                                                                              | 1903                                        | II/P    | 40       | [ 7 ] [ 18 ]                                                                                                |
| Schönheide                                   | Immanuelkapelle Schönheide (Lage)                                        |      | Karl-Heinz Schönefeld, Stadtilm, Opus 6                                                                        | 1970                                        | II/P    | 12       | → Orgel |
| Stützengrün                                  | Dorfkirche Stützengrün (Lage)                                            |      | Wilhelm Friedrich Jehmlich, Zwickau                                                                            | 1859                                        | I/P     | 14       | 1991 restauriert                                                                                            |
| Hundshübel, OT von Stützengrün               | Kirche Hundshübel (Lage)                                                 |      | Johann Gotthilf Bärmig, Werdau                                                                                 | 1864                                        | II/P    | 17       | 2015 renoviert → Orgel                                                                                      |
| Zschorlau                                    | Dorfkirche Zschorlau (Lage)                                              |      | Jehmlich, Dresden                                                                                              | 1971                                        | II/P    | 20       | → Orgel |
| Zschorlau                                    | Eben-Ezer-Kirche Zschorlau (Lage)                                        |      | Hermann Eule, Bautzen, Opus 529                                                                                | 1986                                        | II/P    | 23       | [ 8 ] |
| Zschorlau                                    | Neuapostolische Kirche Zschorlau (Lage)                                  |      | Schuster & Sohn, Zittau                                                                                        | 1966                                        | II/P    | 14       | → Orgel |
| Albernau, OT von Zschorlau                   | Zionskirche Albernau (Lage)                                              |      | Hermann Eule, Bautzen, Opus 498                                                                                | 1981                                        | II/P    | 12       | → Orgel |
| Bockau                                       | Dorfkirche Bockau (Lage)                                                 |      | Urban Kreutzbach, Borna                                                                                        | 1860                                        | II/P    | 23       | 1952 restauriert → Orgel                                                                                    |
| Bockau                                       | Christuskirche Bockau (Lage)                                             |      | Jehmlich, Dresden, Opus 674                                                                                    | 1952                                        | II/P    | 14       | [ 8 ] |
| Lauter/Sa., OT von Lauter-Bernsbach          | Pfarrkirche Lauter (Lage)                                                |      | Jehmlich, Dresden, Opus 1011                                                                                   | 1981                                        | II/P    | 20       | Orgel im Prospekt von 1777                                                                                  |
| Lauter/Sa., OT von Lauter-Bernsbach          | Friedenskirche Lauter (Lage)                                             |      | Reinhard Schmeisser, Rochlitz                                                                                  | 1949                                        | I/P     | 14       | → Orgel |
| Bernsbach, OT von Lauter-Bernsbach           | Pfarrkirche Bernsbach (Lage)                                             |      | Georg Wünning, Großolbersdorf                                                                                  | 1999                                        | II/P    | 18       | 1809 Trampeli-Orgel, 1908 Jahn-Orgel, 1999 Neubau hinter dem Prospekt von Trampeli → Orgel                  |
| Bernsbach, OT von Lauter-Bernsbach           | Kreuzkapelle Bernsbach (Lage)                                            |      | Gustav Steinmann, Wehrendorf                                                                                   | 19xx                                        | I/P     |          | → Orgel |
| Oberpfannenstiel, OT von Lauter-Bernsbach    | Martin-Luther-Kirche Oberpfannenstiel (Lage)                             |      | Wünning, Großolbersdorf                                                                                        | 1995                                        | I/P     | 10       | urspr. Jahn-Orgel von 1907 → Orgel                                                                          |
| Grünhain, OT von Grünhain-Beierfeld          | Nicolaikirche Grünhain (Lage)                                            |      | Schuster & Sohn, Zittau                                                                                        | 1912                                        | II/P    | 32       | [ 7 ] |
| Grünhain, OT von Grünhain-Beierfeld          | Zionskirche Grünhain (Lage)                                              |      | Hermann Eule, Bautzen, Opus 254                                                                                | 1957                                        | I       |          | → Orgel |
| Beierfeld, OT von Grünhain-Beierfeld         | Christuskirche Beierfeld (Lage)                                          |      | Hermann Eule, Bautzen, Opus 156                                                                                | 1921                                        | II/P    | 22       | → Orgel |
| Beierfeld, OT von Grünhain-Beierfeld         | Peter-Pauls-Kirche Beierfeld (Lage)                                      |      | Johann Jacob Donati (d. Ä.)                                                                                    | 1728                                        | I/P     | 12       | → Orgel |
| Neuwelt, OT von Schwarzenberg                | Emmauskirche Neuwelt (Lage)                                              |      | Hermann Eule, Bautzen, Opus 89                                                                                 | 1901                                        | II/P    | 25       | [ 7 ] |
| Schwarzenberg/Erzgeb.                        | Georgenkirche Schwarzenberg (Lage)                                       |      | Hermann Eule, Bautzen, Opus 596                                                                                | 1992                                        | II/P    | 39       | → Orgel |
| Schwarzenberg/Erzgeb.                        | Kirche Hl. Familie Schwarzenberg (Lage)                                  |      | Schuster & Sohn, Zittau                                                                                        | 1950                                        | II/P    | 19       | [ 8 ] |
| Schwarzenberg/Erzgeb.                        | Zionskapelle Schwarzenberg (Lage)                                        |      | Alexander Schuke, Potsdam, Opus 411                                                                            | 1970                                        | II/P    | 10       | → Orgel |
| Bermsgrün, OT von Schwarzenberg              | Kapelle Bermsgrün (Lage)                                                 |      | Georg Wünning, Großolbersdorf                                                                                  | 1994                                        | I/P     | 4        | [ 7 ] |
| Crandorf, OT von Erla                        | Kirche Crandorf (Lage)                                                   |      | Johannes Jahn, Dresden                                                                                         | 1912                                        | II/P    | 13       | [ 7 ] |
| Eibenstock                                   | Stadtkirche Eibenstock (Lage)                                            |      | Urban Kreutzbach Söhne, Borna                                                                                  | 1868                                        | II/P    | 36       | → Orgel |
| Eibenstock                                   | Ev.-meth. Kirche Eibenstock (Lage)                                       |      | Reinhard Schmeisser, Rochlitz                                                                                  | 1972                                        | I/P     | 6        | → Orgel bzw. hier                                                                                           |
| Sosa, OT von Eibenstock                      | Kirche Sosa (Lage)                                                       |      | Bärmig, Johann Gottholf Umdisponierung der Bärmig-Orgel durch Gebrüder Jehmlich (Otto & Rudolf), Dresden, 1954 | 1874 NB Bärmig 1954 Umdisponierung Jehmlich | II/P    | 21       | → Orgel Orgel in Organindex                                                                                 |
| Carlsfeld, OT von Eibenstock                 | Trinitatiskirche Carlsfeld (Lage)                                        |      | Jehmlich, Dresden, Opus 332b                                                                                   | 1912                                        | II/P    | 15       | → Orgel |
| Johanngeorgenstadt                           | Stadtkirche Johanngeorgenstadt (Lage)                                    |      | Urban Kreutzbach, Borna                                                                                        | 1872                                        | II/P    | 38       | → Orgel |
| Breitenbrunn/Erzgeb.                         | Christophorus-Kirche Breitenbrunn (Lage)                                 |      | Johann Gotthilf Bärmig, Werdau                                                                                 | 1852                                        | II/P    | 16       | Orgel in Organindex                                                                                         |
| Antonsthal, OT von Breitenbrunn              | Ev.-meth. Kirche Antonsthal (Lage)                                       |      | W. Sauer, Frankfurt (Oder), Opus 2204                                                                          | 1987                                        | I/P     | 8        | → Orgel |
| Rittersgrün, OT von Breitenbrunn             | Kirche Rittersgrün (Lage)                                                |      | Johann Gotthilf Bärmig, Werdau                                                                                 | 1863                                        | II/P    | 21       | [ 7 ] |
| Pöhla, OT von Schwarzenberg                  | Lutherkirche Pöhla (Lage)                                                |      | Reinhard Schmeisser, Rochlitz                                                                                  | 1934                                        | II/P    | 14       | [ 7 ] |
| Grünstädtel, OT von Schwarzenberg            | St. Annenkirche Grünstädtel (Lage)                                       |      | Johann Gotthilf Bärmig, Werdau                                                                                 | 1877                                        | II/P    | 17       | [ 7 ] |
| Raschau, OT von Raschau-Markersbach          | Allerheiligenkirche Raschau (Lage)                                       |      | Christian Gottlob Steinmüller, Grünhain                                                                        | 1849                                        | II/P    | 16       | [ 7 ] |
| Raschau                                      | Johanneskirche Raschau (Lage)                                            |      | Hermann Eule, Bautzen, Opus 483                                                                                | 1979                                        | I/P     | 9        | [ 8 ] |
| Markersbach, OT von Raschau-Markersbach      | St. Barbara Markersbach (Lage)                                           |      | Johann Gottlob Trampeli, Adorf                                                                                 | 1803–1806                                   | I/P     | 15       | 2006 restauriert, älteste Orgel im Kirchenbezirk Aue                                                        |
| Region Stollberg                             |                                                                          |      | |                                             |         |          | |
| Hohndorf                                     | Lutherkirche Hohndorf (Lage)                                             |      | Hermann Eule, Bautzen, Opus 52                                                                                 | 1892                                        | II/P    | 27       | [ 7 ] |
| Oelsnitz/Erzgeb.                             | Christuskirche Oelsnitz (Lage)                                           |      | Hermann Eule, Bautzen, Opus 303                                                                                | 1959                                        | II/P    | 22       | [ 7 ] |
| Oelsnitz/Erzgeb.                             | Kirche Hl. Barbara Oelsnitz (Lage)                                       |      | Jehmlich, Dresden, Opus 641                                                                                    | 1951                                        | II/P    | 21       | [ 8 ] |
| Neuwürschnitz, OT von Oelsnitz               | Lutherkirche Neuwiese (Lage)                                             |      | Jehmlich, Dresden                                                                                              | 1926                                        | II/P    | 20       | [ 7 ] |
| Neuwürschnitz, OT von Oelsnitz               | Gemeindesaal Neuwürschnitz (Lage)                                        |      | Reinhard Schmeisser, Rochlitz                                                                                  | 1973                                        | I/P     | 5        | [ 7 ] |
| Niederwürschnitz                             | Johanneskirche Niederwürschnitz (Lage)                                   |      | Alfred Schmeisser, Rochlitz                                                                                    | 1904                                        | II/P    | 27       | → Orgel bzw. hier                                                                                           |
| Lugau                                        | Kreuzkirche Lugau (Lage)                                                 |      | Oskar Ladegast, Weißenfels                                                                                     | 1906                                        | II/P    | 36       | Orgel in der Orgeldatenbank Organindex                                                                      |
| Erlbach, OT von Lugau                        | Kirche Erlbach (Lage)                                                    |      | Johann Gotthilf Bärmig, Werdau                                                                                 | 1871                                        | II/P    | 17       | [ 7 ] |
| Kirchberg, OT von Lugau                      | Kirche Kirchberg (Lage)                                                  |      | Jehmlich, Dresden                                                                                              | 1909                                        | II/P    | 11       | [ 7 ] |
| Ursprung, OT von Lugau                       | Kirche Ursprung (Lage)                                                   |      | Mitteldeutscher Orgelbau A. Voigt, Bad Liebenwerda                                                             | 1991                                        | I/P     | 10       | [ 7 ] |
| Leukersdorf, OT von Jahnsdorf                | Kirche Leukersdorf (Lage)                                                |      | Christian Friedrich Göthel, Borstendorf, Opus 17                                                               | 1863                                        | II/P    | 15       | → Orgel |
| Neukirchen/Erzgeb.                           | Kirche Neukirchen (Lage)                                                 |      | Jehmlich, Dresden, Opus 467                                                                                    | 1932                                        | II/P    | 24       | → Orgel |
| Adorf/Erzgeb., OT von Neukirchen             | Kirche Adorf (Lage)                                                      |      | Reinhard Schmeisser, Rochlitz                                                                                  | 1909                                        | II/P    | 22       | [ 7 ] |
| Jahnsdorf/Erzgeb.                            | Kirche Jahnsdorf (Lage)                                                  |      | Hermann Eule, Bautzen, Opus 523                                                                                | 1984                                        | II/P    | 18       | Neubau im alten Gehäuse → Orgel                                                                             |
| Stollberg/Erzgeb.                            | Jakobikirche Stollberg (Lage)                                            |      | Jehmlich, Dresden                                                                                              | 1884                                        | II/P    | 26       | seit 1986 in Stollberg, 2002 restauriert → Orgel                                                            |
| Stollberg/Erzgeb.                            | Marienkirche Stollberg (Lage)                                            |      | Emil Wiegand                                                                                                   | 1858                                        | I/P     | 9        | → Orgel |
| Stollberg/Erzgeb.                            | Ev.-meth. Kirche Niederdorf (Lage)                                       |      | Schuster & Sohn, Zittau                                                                                        | 1972                                        | I/P     | 7        | [ 8 ] |
| Hoheneck, OT von Stollberg                   | Schloss Hoheneck, Kapellensaal (Westflügel) (Lage)                       |      | Bruno Kircheisen, Dresden                                                                                      | um 1870                                     | I/P     | 11       | 2019 restauriert                                                                                            |
| Beutha, OT von Stollberg/Erzgeb.             | Kirche Beutha (Lage)                                                     |      | Urban Kreutzbach, Borna, Opus 85                                                                               | 1867                                        | II/P    | 23       | → Orgel |
| Zwönitz                                      | Trinitatiskirche Zwönitz (Lage)                                          |      | Hermann Eule, Bautzen, Opus 595                                                                                | 1993                                        | II/P    | 32       | 1904/05 Eule-Orgel (Opus 102) im alten Gehäuse → Orgel                                                      |
| Niederzwönitz, OT von Zwönitz                | St. Johannis Niederzwönitz (Lage)                                        |      | Reinhard Schmeisser, Rochlitz                                                                                  | 1928                                        | II/P    | 31       | [ 7 ] |
| Dorfchemnitz, OT von Zwönitz                 | Kirche Dorfchemnitz (Lage)                                               |      | Bruno Kircheisen, Dresden                                                                                      | 1893                                        | II/P    | 17       | [ 7 ] |
| Hormersdorf, OT von Zwönitz                  | Kirche Hormersdorf (Lage)                                                |      | Mitteldeutscher Orgelbau A. Voigt, Bad Liebenwerda                                                             | 1977                                        | II/P    | 14       | im Prospekt der ehem. Steinmüller-Orgel (1830) → Orgel                                                      |
| Brünlos, OT von Zwönitz                      | Kirche Brünlos (Lage)                                                    |      | Johann Kralapp (1827–1891), Leisnig                                                                            | 1873                                        | I/P     | 8        | [ 7 ] |
| Thalheim/Erzgeb.                             | Stadtkirche Thalheim (Lage)                                              |      | Jehmlich, Dresden                                                                                              | 1922/23                                     | III/P   | 46       | → Orgel |
| Thalheim/Erzgeb.                             | Friedenskirche Thalheim (Lage)                                           |      | Jehmlich, Dresden, Opus 760                                                                                    | 1959                                        | II/P    | 10       | → Orgel |
| Gornsdorf                                    | Kirche Gornsdorf (Lage)                                                  |      | Alfred Schmeisser, Rochlitz                                                                                    | 1912                                        | II/P    | 19       | Neubau im alten Gehäuse                                                                                     |
| Gornsdorf                                    | Villa Weilbach Gornsdorf (Lage)                                          |      | M. Welte & Söhne, Freiburg im Breisgau                                                                         | 1914                                        |         |          | Pfeifenorgel der Firma Welte & Söhne im Salon der Villa, 2019–2021 Orgel durch Jehmlich restauriert → Orgel |
| Auerbach (Erzgebirge)                        | Kirche Auerbach (Lage)                                                   |      | Christian Gottlob Steinmüller, Grünhain                                                                        | 1847/48                                     | II/P    | 18       | → Orgel |
| Meinersdorf, OT von Burkhardtsdorf           | Marienkirche Meinersdorf (Lage)                                          |      | Alfred Schmeisser, Rochlitz                                                                                    | 1912                                        | II/P    | 18       | [ 7 ] |
| Burkhardtsdorf                               | St. Michaelis Burkhardtsdorf (Lage)                                      |      | Schuster & Sohn, Zittau                                                                                        | 1948                                        | I/P     | 8        | [ 7 ] |
| Eibenberg, OT von Burkhardtsdorf             | Kirche Eibenberg (Lage)                                                  |      | Jehmlich, Dresden                                                                                              | 1901                                        | II/P    | 16       | [ 7 ] |
| Region Marienberg                            |                                                                          |      | |                                             |         |          | |
| Dittersdorf, OT von Amtsberg                 | Kirche Dittersdorf (Lage)                                                |      | Karl Traugott Stöckel, Freiberg, Opus 1                                                                        | 1849                                        | II/P    | 19       | 1997 restauriert → Orgel                                                                                    |
| Weißbach, OT von Amtsberg                    | Kirche Weißbach (Lage)                                                   |      | Johann Gotthold Jehmlich aus Neuwernsdorf, op.6a                                                               | 1829                                        | II/P    | 17       | 2007 durch Georg Wünning überholt. Orgel                                                                    |
| Dittmannsdorf, OT von Gornau                 | Nikolaikirche Dittmannsdorf (Lage)                                       |      | Carl Eduard Schubert, Adorf/Vogtland                                                                           | 1882                                        | II/P    | 14       | → Orgel |
| Witzschdorf, OT von Gornau                   | Kirche Witzschdorf (Lage)                                                |      | Alfred Schmeisser, Rochlitz                                                                                    | um 1920                                     | II/P    | 10       | [ 7 ] |
| Witzschdorf, OT von Gornau                   | Ev.-meth. Kirche Witzschdorf (Lage)                                      |      | W. Sauer, Frankfurt (Oder), Opus 1924                                                                          | 1970                                        | I/P     | 4        | → Orgel |
| Zschopau                                     | St. Martin Zschopau (Lage)                                               |      | Jacob Oertel, Grünhain                                                                                         | 1755                                        | II/P    | 35       | → Orgel bzw. hier                                                                                           |
| Zschopau                                     | Ev.-meth. Kirche Zschopau (Lage)                                         |      | W. Sauer, Frankfurt (Oder), Opus 1947                                                                          | 1971                                        | I       | 4        | [ 8 ] |
| Waldkirchen/Erzgeb., OT von Grünhainichen    | St. Georg Waldkirchen (Lage)                                             |      | Hermann Eule, Bautzen, Opus 88                                                                                 | 1901                                        | II/P    | 18       | → Orgel |
| Grünhainichen                                | Dorfkirche Grünhainichen (Lage)                                          |      | Christian Friedrich Göthel, Borstendorf, Opus 7                                                                | 1850                                        | II/P    | 17       | → Orgel |
| Borstendorf, OT von Grünhainichen            | Dorfkirche Borstendorf (Lage)                                            |      | Christian Friedrich Göthel, Borstendorf, Opus 6                                                                | 1848                                        | II/P    | 12       | → Orgel |
| Börnichen/Erzgeb.                            | Dorfkirche Börnichen (Lage)                                              |      | Hermann Eule, Bautzen, Opus 86                                                                                 | 1901                                        | II/P    | 13       | → Orgel |
| Krumhermersdorf, OT von Zschopau             | Dorfkirche Krumhermersdorf (Lage)                                        |      | Alfred Schmeisser, Rochlitz                                                                                    | 1929                                        | II/P    | 12       | [ 7 ] |
| Drebach                                      | Kirche Drebach (Lage)                                                    |      | Hermann Eule, Bautzen, Opus 521                                                                                | 1984                                        | II/P    | 29       | → Orgel |
| Venusberg, OT von Drebach                    | Christuskirche Venusberg (Lage)                                          |      | Jehmlich, Dresden, Opus 1050                                                                                   | 1985                                        | I       | 5        | → Orgelpositiv                                                                                              |
| Großolbersdorf                               | Kirche Großolbersdorf (Lage)                                             |      | Georg Wünning, Großolbersdorf                                                                                  | 2000/01                                     | II/P    | 30       | → Orgel |
| Pockau-Lengefeld                             | Stadtkirche Lengefeld (Lage)                                             |      | Hermann Eule, Bautzen, Opus 178                                                                                | 1933                                        | II/P    | 22       | Neubau im alten Gehäuse → Orgel                                                                             |
| Pockau-Lengefeld                             | Kirche Pockau (Lage)                                                     |      | Carl Eduard Schubert, Adorf/Vogtland                                                                           | 1889                                        | II/P    | 16       | → Orgel |
| Pockau-Lengefeld                             | Eliasburg Pockau (Gemeinschaft in Christo Jesu) (Lage)                   |      | Jehmlich, Dresden, Opus 660                                                                                    | 1950                                        | III/P   | 38       | → Orgel |
| Forchheim, OT von Pockau-Lengefeld           | Kirche Forchheim (George-Bähr-Kirche) (Lage)                             |      | Gottfried Silbermann, Freiberg                                                                                 | 1726                                        | II/P    | 20       | → Orgel bzw. hier                                                                                           |
| Lippersdorf, OT von Pockau-Lengefeld         | Dorfkirche Lippersdorf (Lage)                                            |      | unbekannt | um 1670                                     | I/P     | 8        | → Orgel |
| Wolkenstein                                  | Bartholomäuskirche Wolkenstein (Lage)                                    |      | Christian Gottlob Steinmüller, Grünhain                                                                        | 1817/18                                     | II/P    | 36       | → Orgel |
| Wolkenstein                                  | Hospitalkirche Wolkenstein (Lage)                                        |      | Reinhard Schmeisser, Rochlitz                                                                                  | 1966                                        | I       | 5        | [ 7 ] |
| Schönbrunn, OT von Wolkenstein               | Kirche Schönbrunn (Lage)                                                 |      | Christian Friedrich Göthel, Borstendorf, Opus 24                                                               | 1870                                        | II/P    | 14       | 1960 umgebaut erweitert auf 17 Register → Orgel                                                             |
| Hilmersdorf, OT von Wolkenstein              | Friedhofskapelle Hilmersdorf (Lage)                                      |      | Alexander Schuke, Potsdam                                                                                      | 1990                                        | I/P     | 9        | [ 7 ] |
| Großrückerswalde                             | Wehrkirche Großrückerswalde (Lage)                                       |      | Christian Gottlob Steinmüller, Grünhain                                                                        | 1827/28                                     | II/P    | 22       | Orgel mit 1201 Pfeifen → Orgel                                                                              |
| Mauersberg, OT von Großrückerswalde          | Dorfkirche Mauersberg (Lage)                                             |      | Hermann Eule, Bautzen, Opus 549                                                                                | 1989                                        | II/P    | 19       | [ 7 ] |
| Mauersberg, OT von Großrückerswalde          | Kreuzkapelle Mauersberg (Lage)                                           |      | Hermann Eule, Bautzen, Opus 263                                                                                | 1952                                        | II/P    | 16       | Orgel mit 1021 Pfeifen → Orgel bzw. hier                                                                    |
| Mauersberg, OT von Großrückerswalde          | Mauersberg-Museum (Lage)                                                 |      | Alexander Schuke, Potsdam, Opus 289                                                                            | 1958                                        | I       | 5        | Orgelpositiv, urspr. in der Thomaskirche Leipzig → Orgelpositiv                                             |
| Marienberg                                   | St. Marien Marienberg (Lage)                                             |      | Carl Eduard Schubert, Adorf/Vogtland                                                                           | 1872–1879                                   | III/P   | 51       | Orgel mit 3158 Pfeifen → Orgel bzw. hier                                                                    |
| Marienberg                                   | Christuskirche Marienberg (Lage)                                         |      | Schuster & Sohn, Zittau                                                                                        | 1962                                        | I/P     |          | → Orgel |
| Marienberg                                   | Kirche Mariä Unbefleckte Empfängnis Marienberg (Lage)                    |      | Hermann Eule, Bautzen, Opus 339                                                                                | 1964                                        | I/P     | 6        | [ 8 ] |
| Lauterbach, OT von Marienberg                | Wehrkirche Lauterbach (Lage)                                             |      | unbekannt | 1624–1630                                   | I/P     | 10       | vermutlich die älteste Orgel in Sachsen, 1957 erneuert (Jehmlich)                                           |
| Lauterbach, OT von Marienberg                | Heilandskirche Lauterbach (Lage)                                         |      | Alfred Schmeisser, Rochlitz                                                                                    | 1907                                        | II/P    | 24       | → Orgel bzw. hier                                                                                           |
| Satzung, OT von Marienberg                   | Dorfkirche Satzung (Lage)                                                |      | Jehmlich, Dresden                                                                                              | 1966                                        | II/P    | 14       | [ 7 ] |
| Kühnhaide, OT von Marienberg                 | Dorfkirche Kühnhaide (Lage)                                              |      | Schuster & Sohn, Zittau                                                                                        | 1934                                        | II/P    | 24       | [ 7 ] |
| Rübenau, OT von Marienberg                   | Heilig-Geist-Kirche Rübenau (Lage)                                       |      | Carl Eduard Schubert, Adorf/Vogtland                                                                           | 1887                                        | II/P    | 12       | [ 7 ] |
| Pobershau, OT von Marienberg                 | Dorfkirche Pobershau (Lage)                                              |      | Jehmlich, Dresden                                                                                              | 1904                                        | II/P    | 22       | 2004 restauriert → Orgel                                                                                    |
| Zöblitz, OT von Marienberg                   | Stadtkirche Zöblitz (Lage)                                               |      | Gottfried Silbermann, Freiberg                                                                                 | 1738–1742                                   | II/P    | 20       | → Orgel |
| Zöblitz, OT von Marienberg                   | Friedhofskapelle Zöblitz (Lage)                                          |      | Georg Wünning, Großolbersdorf                                                                                  | 1987                                        | I/P     | 6        | [ 7 ] |
| Olbernhau                                    | Stadtkirche Olbernhau (Lage)                                             |      | Johann Christian Kayser, Dresden                                                                               | 1790                                        | II/P    | 20       | → Orgel |
| Oberneuschönberg, OT von Olbernhau           | Bergkirche Oberneuschönberg (Lage)                                       |      | Ernst Poppe & Sohn, Stadtroda                                                                                  | 1876                                        | II/P    | 21       | 1962 restauriert → Orgel                                                                                    |
| Rothenthal, OT von Olbernhau                 | Stephanuskapelle Rothenthal (Lage)                                       |      | Reinhard Schmeisser, Rochlitz                                                                                  | 1972                                        | I       | 5        | Orgelpositiv                                                                                                |
| Hallbach, OT von Olbernhau                   | St.-Peter-Pauls-Kirche Hallbach (Lage)                                   |      | Alfred Schmeisser, Rochlitz                                                                                    | 1923                                        | II/P    | 12       | → Orgel |
| Pfaffroda, OT von Olbernhau                  | St. Georg Pfaffroda (Lage)                                               |      | Gottfried Silbermann, Freiberg                                                                                 | 1715                                        | I/P     | 14       | → Orgel bzw. hier                                                                                           |
| Dörnthal, OT von Olbernhau                   | Wehrkirche Dörnthal (Lage)                                               |      | Carl Gottfried Jeheber, Friedebach                                                                             | 1847                                        | II/P    | 15       | → Orgel |
| Heidersdorf                                  | Dorfkirche Heidersdorf (Lage)                                            |      | Richard Kreutzbach, Borna, Opus 73                                                                             | 1892                                        | II/P    | 10       | 1986 restauriert → Orgel                                                                                    |
| Seiffen/Erzgeb.                              | Seiffener Kirche (Lage)                                                  |      | Gebr. Poppe, Stadtroda                                                                                         | 1875                                        | II/P    | 16       | Orgel mit 1044 Pfeifen → Orgel                                                                              |
| Deutschneudorf                               | Kirche Deutschneudorf (Lage)                                             |      | Jehmlich, Dresden                                                                                              | 1903                                        | II/P    | 17       | [ 7 ] |
| Deutscheinsiedel, OT von Deutschneudorf      | Kirche Deutscheinsiedel (Lage)                                           |      | Jehmlich, Dresden                                                                                              | 1905                                        | II/P    | 11       | sowie ein Orgelpositiv (Nußbücker, Plau am See, 1986)                                                       |